# إمارة أميرية
إمارة أميرية هي مبنى قديم يعود تاريخه إلى العصر القاجاري. يقع في شارع ساحلي، قرب حديقة الخليج العربي، منطقة كوتي، بوشهر، إيران. يتألف المبنى من طابقين، ويتميز بوجود فناء مركزي. كما تحتوي الشرفة الأمامية على ثمانية أعمدة بالإضافة إلى مدخلين رئيسيين. وقد تم إدراجه ضمن قائمة الآثار الوطنية الإيرانية تحت الرقم التسجيلي 2319 في 9 مايو 1999.